# Шиловка (Горноуральський міський округ)
Ши́ловка (рос. Шиловка) — село у складі Горноуральського міського округу Свердловської області.
Населення — 284 особи (2010, 342 у 2002).
Національний склад станом на 2002 рік: росіяни — 96 %.